# Élections cantonales de 2000 à Saint-Pierre-et-Miquelon
Les élections territoriales de 2000 à Saint-Pierre-et-Miquelon se sont tenues les 19 et  26 mars. Elles visent à renouveler le conseil général de la collectivité territoriale de Saint-Pierre-et-Miquelon, composé de 19 élus, 15 pour la circonscription de Saint-Pierre et quatre pour celle de Miquelon-Langlade pour une durée de six ans. Les précédentes élections ont eu lieu en 1994.

## Modalités
Le conseil général de Saint-Pierre-et-Miquelon comprend 19 membres élus, représentant deux circonscriptions électorales, qui correspondent aux deux communes : Saint-Pierre (15 conseillers) et Miquelon-Langlade (4 conseillers). Le conseil général est renouvelé intégralement tous les six ans. Saint-Pierre-et-Miquelon a le statut de collectivité territoriale depuis 1985.

## Listes en présence

### Circonscription de Saint-Pierre
Dans la circonscription de Saint-Pierre, deux listes sont en présence pour l'élection des conseillers généraux du dimanche 19 mars 2000 :
- liste « Cap sur l'avenir », conduite par Annick Girardin ;
- liste « Expérience et innovation », conduite par Bernard Le Soavec ;
- liste « Défense des Intérêts de l’Archipel », conduite par Marc Plantegenest ;
- liste « Rassemblement des Contribuables Français à Saint-Pierre-et-Miquelon ».

### Circonscription de Miquelon-Langlade
Dans la circonscription de Miquelon-Langlade, deux listes sont en présence pour l'élection des conseillers généraux du dimanche 19 mars 2000 :
- liste « Miquelon 2000 » conduite par Carine Jaccachury ;
- liste « Volonté insulaire », conduite par Patrick Vigneau.

## Résultats

### Résultats généraux
|                | DIA            | Marc Plantegenest | 1 417 | 42,41  | 1 524 | 45,90  | 12 |  |  |  |  |
|                | AD             | Bernard Le Soavec | 999   | 29,90  | 958   | 28,86  | 5  |  |  |  |  |
|                | CSA            | Annick Girardin   | 868   | 25,98  | 838   | 25,24  | 2  |  |  |  |  |
|                | RCF            |                   | 57    | 1,71   |       |        | 0  |  |  |  |  |
|                |                |                   |       |        |       |        |    |  |  |  |  |
| Exprimés       | Exprimés       | Exprimés          | 3 341 | 93,90  | 3 320 | 97,68  |    |  |  |  |  |
| Blancs et nuls | Blancs et nuls | Blancs et nuls    | 217   | 6,10   | 79    | 2,32   |    |  |  |  |  |
| Total          | Total          | Total             | 3 558 | 77,25  | 3 399 | 82,90  | 19 |  |  |  |  |
| Abstentions    | Abstentions    | Abstentions       | 1 048 | 22,75  | 701   | 17,10  |    |  |  |  |  |
| Inscrits       | Inscrits       | Inscrits          | 4 606 | 100,00 | 4 100 | 100,00 |    |  |  |  |  |

### Résultats à Saint-Pierre
|                | DIA            | Marc Plantegenest | 1 267 | 41,98  | 1 524 | 45,90  | 11 |  |  |  |  |
|                | CSA            | Annick Girardin   | 868   | 28,76  | 838   | 25,24  | 2  |  |  |  |  |
|                | AD             | Bernard Le Soavec | 826   | 27,37  | 958   | 28,86  | 2  |  |  |  |  |
|                | RCF            |                   | 57    | 1,89   |       |        | 0  |  |  |  |  |
|                |                |                   |       |        |       |        |    |  |  |  |  |
| Exprimés       | Exprimés       | Exprimés          | 3 018 | 95,39  | 3 320 | 97,68  |    |  |  |  |  |
| Blancs et nuls | Blancs et nuls | Blancs et nuls    | 146   | 4,61   | 79    | 2,32   |    |  |  |  |  |
| Total          | Total          | Total             | 3 164 | 77,13  | 3 399 | 82,90  | 15 |  |  |  |  |
| Abstentions    | Abstentions    | Abstentions       | 938   | 22,87  | 701   | 17,10  |    |  |  |  |  |
| Inscrits       | Inscrits       | Inscrits          | 4 102 | 100,00 | 4 100 | 100,00 |    |  |  |  |  |

### Résultats à Miquelon-Langlade
|                | AD             | Patrick Vigneau   | 173 | 53,56  | 3 |  |  |  |  |  |  |
|                | DIA            | Carine Jaccachury | 150 | 46,44  | 1 |  |  |  |  |  |  |
|                |                |                   |     |        |   |  |  |  |  |  |  |
| Exprimés       | Exprimés       | Exprimés          | 323 | 81,98  |   |  |  |  |  |  |  |
| Blancs et nuls | Blancs et nuls | Blancs et nuls    | 71  | 18,02  |   |  |  |  |  |  |  |
| Total          | Total          | Total             | 394 | 78,17  | 4 |  |  |  |  |  |  |
| Abstentions    | Abstentions    | Abstentions       | 110 | 21,83  |   |  |  |  |  |  |  |
| Inscrits       | Inscrits       | Inscrits          | 504 | 100,00 |   |  |  |  |  |  |  |